# Liste des districts de Tanzanie
Les 26 régions de Tanzanie sont découpés en 127 districts. Ces districts sont listés ci-dessous par région.

Districts de Tanzanie

## Arusha
- Arumeru
- Arusha
- Karatu
- Monduli
- Ngorongoro

## Dar es Salaam
- Ilala
- Kinondoni
- Temeke

## Dodoma
- Dodoma Rural
- Dodoma Urban
- Kondoa
- Kongwa
- Mpwapwa

## Iringa
- Iringa Rural
- Iringa Urban
- Ludewa
- Makete
- Mufindi
- Njombe

## Kagera
- Biharamulo
- Bukoba Rural
- Bukoba Urban
- Karagwe
- Muleba
- Ngara

## Kigoma
- Kasulu
- Kibondo
- Kigoma Rural
- Kigoma Urban

## Kilimandjaro
- Hai
- Moshi Rural
- Moshi Urban
- Mwanga
- Rombo
- Same

## Lindi
- Kilwa
- Lindi Rural
- Lindi Urban
- Liwale
- Nachingwea
- Ruangwa

## Manyara
- Babati
- Hanang
- Kiteto
- Mbulu
- Simanjiro

## Mara
- Bunda
- Musoma Rural
- Musoma Urban
- Serengeti
- Tarime

## Mbeya
- Chunya
- Ileje
- Kyela
- Mbarali
- Mbeya Rural
- Mbeya Urban
- Mbozi
- Rungwe

## Morogoro
- Kilombero
- Kilosa
- Morogoro Rural
- Morogoro Urban
- Mvomero
- Ulanga

## Mtwara
- Masasi
- Mtwara Rural
- Mtwara Urban
- Newala
- Tandahimba

## Mwanza
- Geita
- Ilemela
- Kwimba
- Magu
- Misungwi
- Nyamagana
- Sengerema
- Ukerewe

## Pemba nord
- Wete Pemba
- Micheweni Pemba

## Pemba sud
- Chake-Chake
- Mkoani

## Pwani
- Bagamoyo
- Kibaha
- Kisarawe
- Mafia
- Mkuranga
- Rufiji

## Rukwa
- Mpanda
- Nkasi
- Sumbawanga Rural
- Sumbawanga Urban

## Ruvuma
- Mbinga
- Songea Rural
- Songea Urban
- Tunduru

## Shinyanga
- Bariadi
- Bukombe
- Kahama
- Kishapu
- Maswa
- Meatu
- Shinyanga Rural
- Shinyanga Urban

## Singida
- Iramba
- Manyoni
- Singida Rural
- Singida Urban

## Tabora
- Igunga
- Nzega
- Sikonge
- Uyui
- Tabora Urban
- Urambo

## Tanga
- Handeni
- Kilindi
- Korogwe
- Lushoto
- Muheza
- Pangani
- Tanga

## Unguja sud et central
- Zanzibar Central
- Zanzibar South

## Unguja Nord
- Zanzibar North "A"
- Zanzibar North "B"

## Unguja ville et Ouest
- Zanzibar Urban
- Zanzibar West